# Simorangkir Julu
Simorangkir Julu is een bestuurslaag in het regentschap Tapanuli Utara van de provincie Noord-Sumatra, Indonesië. Simorangkir Julu telt 1180 inwoners (volkstelling 2010).